# NGC 5066
NGC 5066 est une petite galaxie spirale située dans la constellation de la Vierge. Sa vitesse par rapport au fond diffus cosmologique est de 3 120 ± 48 km/s, ce qui correspond à une distance de Hubble de 46,0 ± 3,3 Mpc (∼150 millions d'al). NGC 5066 a été découverte par l'astronome britannique Albert Marth en 1864. Cette galaxie a aussi été observée par l'astronome américain Ormond Stone en 1836 et elle a été inscrite au New General Catalogue sous la désignation NGC 5069.